# Heito
Heito, Haito ou Hatton est un ecclésiastique de l'époque carolingienne, né probablement en Souabe en 762 ou 763, mort le 17 mars 836. Il est évêque de Bâle et abbé de Reichenau.

## Vie et œuvre
Entré comme oblat au monastère de Reichenau à l'âge de cinq ans, il y devint responsable de l'école conventuelle. Il succéda à Waldo, vers 803 comme évêque de Bâle, en 806 comme abbé de Reichenau. Chargé plusieurs fois de missions politiques par Charlemagne, il dirigea notamment en 811 une ambassade à Constantinople, et s'y trouvait quand l'empereur Nicéphore Ier fut tué à la bataille de Pliska (26 juillet 811). Il fut un des témoins du testament de Charlemagne. En 816, il participa au concile réformateur d'Aix-la-Chapelle. La même année, le 16 août 816, il consacra à Reichenau la basilique Sainte-Marie de Mittelzell qu'il avait fait construire. Il fit aussi édifier une nouvelle cathédrale à Bâle. Il résigna ses charges en 823 et vécut désormais comme simple moine à Reichenau.
C'est lui qui fit établir dans le scriptorium de Reichenau le fameux « Plan de Saint-Gall », dédié et envoyé à l'abbé Gozbert de Saint-Gall. Comme évêque, il rédigea un capitulaire en vingt-cinq chapitres sur le mode de vie et les tâches des prêtres, qui eut une grande diffusion et une grande influence. Fin 824, il rédigea la Visio Wettini en prose, qui fut ensuite versifiée par le jeune moine Walafrid Strabon : ce Wetti (ou en latin Wettinus) était un membre de la communauté monastique de Reichenau, mort le 3 novembre 824, et qui, trois jours avant sa mort, avait eu paraît-il une vision du monde de l'au-delà (où il avait vu entre autres Charlemagne en enfer à cause de sa vie privée déréglée). Heito avait aussi écrit un journal de son voyage à Constantinople, intitulé Odoporicum (du grec  Hodoiporicon, qui veut dire « itinéraire »), mais il n'est malheureusement pas conservé. Il fut sans doute l'inspirateur, vers 825, du Livre de la confraternité du monastère de Reichenau (liste des membres vivants et morts des communautés avec lesquelles le monastère entretenait des liens de fraternité, pour les associer aux prières quotidiennes).
Il rédigea aussi entre l'an 818 et 824 la vision de la très pauvre femme de Laon.